# Ayuka Khan
Ayuka eller Ayuki Khan (Mongoliska: Аюуш хан, romaniserat: Ayuush khan), född 1642, död 1724, var en kalmuckisk khan under vars styre Kalmuckkhanatet hade mest ekonomisk, militär och politisk makt genom dess historia. På uppdrag av Ryssland skyddade Ayuka Khan rikets södra gränser och deltog i flera militära expeditioner mot muslimer i Centralasien, Norra Kaukasus och Krim.
Ayuka Khan utmärkte sig vid Seit Upproret (1681–1684). I början av upproret stödde han basjkirerna men efter förhandlingar med Ryssland 1683 bytte han sida vilket eventuellt ledde till att Ryssland vann kriget 1684.
År 1690 skänkte Dalai Lama ett officiellt insegel till Ayuka Khan som khan över Kalmuckkhanatet.
Vid den här tiden var Rysslands södra gränser svagt kontrollerade och därmed stöddes Ayuka Khan för att säkra Rysslands inflytande. Ayuka Khan ledde Kalmuckkhanatet in i både Streltsyupproret i Astrakhan (1705–1706) samt Kondraty Bulavins uppror (1707–1708). Kalmuckkhanatet deltog även i Stora nordiska kriget samt rysk-persiska kriget 1722–1723. För sin tjänst i rysk-persiska kriget hedrades han av Peter den store med en gåva i form av ett gyllene svärd och ett bälte täckt med ädelstenar.
Eftersom Ayuka Khan hade återupprättat fredliga relationer med Ryssland kunde han expandera Kalmuckkhanatet. Han expanderade huvudsakligen österut och genom sina krig med kazakerna och turkmenerna gjorde dem till klienter. Många av turkmenerna på Mangghystaūhalvön fördrevs helt och hållet. Under samma period krigade han mot kumykerna, kabardinerna och tjerkesserna.